# Alberto Salazar
Alberto Bauday Salazar (né le 7 août 1958 à La Havane à Cuba) est un athlète américain, spécialiste des courses de fond. Après s'être reconverti en tant qu'entraîneur, il est suspendu en 2019 pour 4 ans par l'Agence américaine antidopage.

## Carrière
Étudiant à l'université de l'Oregon, à Eugene, Alberto Salazar se distingue lors de la saison 1978 en remportant le titre du cross-country des championnats NCAA. En 1980, pour sa première participation à un marathon, il remporte le Marathon de New York en 2 h 9 min 41 s. L'année suivante, il conserve son titre en s'imposant dans le temps de 2 h 8 min 13 s. Cette performance, qui constitue un nouveau record du monde de la discipline, n'est cependant pas homologuée à la suite du constat que la distance parcourue était inférieure de 148 m aux 42,195 km officiels. En 1982, il remporte le marathon de Boston en 2 h 8 min 52 s, et signe à cette occasion la meilleure performance de sa carrière sur la distance. Il s'adjuge par la suite son troisième succès consécutif à New York s'imposant dans le temps de 2 h 9 min 29 s.
Lors des Championnats du monde de cross-country, il s'adjuge la médaille d'argent de l'épreuve individuelle en 1982, derrière l’Éthiopien Mohammed Kedir, et se classe deuxième au classement par équipes de l'édition 1983 après avoir terminé au pied du podium de la course individuelle. Il se classe quinzième du marathon des Jeux olympiques de 1984, à Los Angeles.
Sur le plan national, Alberto Salazar remporte deux titres de champion des États-Unis sur 10 000 mètres en 1981 et 1983, ainsi que le titre du cross-country en 1979.
En 2001, il est élu au Temple de la renommée de l'athlétisme des États-Unis.

## Entraîneur
À partir de février 2011, il entraîne Mohamed Farah et le mène au doublé olympique lors des jeux olympiques d'été de 2012 à Londres où Farah remporte le 5 000 et le 10 000 mètres. Après l'exploit de ce dernier aux championnats du monde de Moscou où il réédite ce doublé, Salazar reçoit de l'IAAF le prix d'entraîneur de l'année à l'occasion du Gala de l'athlétisme 2013.
En juin 2015, Salazar est nommé dans une enquête sur le dopage, diffusée par la BBC dans son émission Panorama. L'enquête implique des témoignages de divers athlètes et de personnes associées à Salazar et révèle l'utilisation de microdosage de testostérone et de prednisone au sein du projet de Nike Oregon. Salazar a refusé d'être interviewé pour le programme, mais a nié toute malversation, affirmant dans un communiqué que les « allégations de vos sources sont basées sur de fausses hypothèses et des demi-vérités dans une tentative pour faire avancer leurs intérêts personnels ».
En 2019, il est notamment l'entraîneur de la Néerlandaise Sifan Hassan, championne du monde du 10 000 m femmes, et de l'Américain Donavan Brazier, champion du monde du 800 m hommes lors des championnats du monde de Doha. Cependant, au cours de ces mêmes championnats, il est suspendu le 30 septembre pour une durée de 4 ans par l'Agence américaine antidopage pour « organisation et incitation à une conduite dopante interdite » et possession illégale de testostérone. Par la suite, Salazar fait appel de sa suspension auprès du Tribunal arbitral du sport, tandis que la marque Nike décide début octobre de fermer le centre d'entraînement Oregon Project dirigé par Salazar, qui l'avait fondé pour préparer ses athlètes à des disciplines d'endurance comme le marathon. Le 13 novembre, la championne du monde juniors du 3 000 m et ancienne membre du Nike Oregon Project, Mary Cain, dénonce dans une tribune du New York Times le système d'entraînement mis en place par Alberto Salazar, qui l'aurait détruite physiquement et émotionnellement, la poussant à stopper les compétitions en 2016. D'autres athlètes, qui ont fait partie de l'Oregon Project, pointent également du doigt les méthodes d'entraînement de Salazar, évoquant des abus et des discriminations sexuelles, ce que l'intéressé nie, même s'il reconnaît avoir parfois été « dur » envers plusieurs athlètes de son groupe d'entraînement. Le 28 novembre, la Fédération britannique d'athlétisme ouvre une enquête indépendante à l'égard de Salazar afin de statuer si la Fédération aurait dû arrêter la collaboration entre l'entraîneur et le champion du demi-fond Mo Farah, qui a été sous ses ordres entre 2011 et 2017. Les résultats de cette enquête sont attendus pour 2020. 

## Palmarès
| Date | Compétition                    | Lieu        | Résultat | Épreuve       |
| ---- | ------------------------------ | ----------- | -------- | ------------- |
| 1980 | Marathon de New York           | New York    | 1er      | Marathon      |
| 1981 | Marathon de New York           | New York    | 1er      | Marathon      |
| 1981 | Coupe du monde des nations     | Rome        | 3e       | 10 000 m      |
| 1982 | Championnats du monde de cross | Rome        | 2e       | Course longue |
| 1982 | Marathon de Boston             | Boston      | 1er      | Marathon      |
| 1982 | Marathon de New York           | New York    | 1er      | Marathon      |
| 1983 | Championnats du monde de cross | Gateshead   | 4e       | Course longue |
| 1983 | Championnats du monde          | Helsinki    | 17e      | 10 000 m      |
| 1984 | Jeux olympiques                | Los Angeles | 15e      | Marathon      |

## Records
| Épreuve  | Performance    | Lieu   | Date           |
| -------- | -------------- | ------ | -------------- |
| 5 000 m  | 13 min 11 s 93 | Oslo   | 6 juillet 1982 |
| 10 000 m | 27 min 25 s 61 | Oslo   | 26 juin 1982   |
| Marathon | 2 h 8 min 52 s | Boston | 19 avril 1982  |